# Fred Naumetz
Frederick „Fred“ Naumetz (* 28. März 1922 in Newburyport, Massachusetts, USA; † 2. Januar 1998 in Thousand Oaks, Kalifornien) war ein US-amerikanischer American-Football-Spieler. Er spielte unter anderem als Center in der National Football League (NFL) bei den Los Angeles Rams.

## Laufbahn

### Collegekarriere
Fred Naumetz spielte bereits in seiner Jugend American Football und Basketball. Nach seinem Schulabschluss schloss er sich im Jahr 1939 dem Boston College an und spielte auch für deren Footballmannschaft den Boston College Eagles. Naumetz wurde dabei als Center und Linebacker eingesetzt. Im Jahr 1940 konnte Naumetz mit seiner Mannschaft in den Cotton Bowl einziehen, wo man der Mannschaft der Clemson University mit 6:3 unterlag. 1941 gewann er mit einem 19:13-Sieg über das Team der University of Tennessee den Sugar Bowl. 1943 verlor Naumetz sein zweites Bowlspiel. Im Orange Bowl konnte sich die Mannschaft der University of Alabama mit 37:21 gegen die Boston College Eagles durchsetzen. Naumetz fungierte in dieser Spielzeit als Mannschaftskapitän und wurde nach der Saison zum All-American gewählt.

### Profikarriere
Frederick Naumetz wurde im Jahr 1943 in der zweiten Runde an 20. Stelle durch die Cleveland Rams gedraftet. Naumetz spielte nie in Cleveland. Unmittelbar nach Abschluss seines College-Studiums musste er seinen Militärdienst in der United States Navy ableisten. 1944 spielte er Football in einer Militärmannschaft, im folgenden Jahr wurde er als Leutnant vom Militär entlassen. Die Rams waren mittlerweile nach Los Angeles umgezogen und Naumetz schloss sich dem Team 1946 direkt nach seiner Entlassung an. In seiner Rookiesaison erhielt er Einsatzzeit als Center von Quarterback Bob Waterfield. Ab der Saison 1948 war er Spielführer der Rams. 1949 gewannen die Rams acht ihrer zwölf Spiele und konnten damit in das NFL-Meisterschaftsspiel gegen die Philadelphia Eagles einziehen. Die Eagles setzten sich in dem Endspiel mit 14:0 durch. Auch im Folgejahr blieben die Rams erfolgreich. Sie gewannen neun von zwölf Spielen und qualifizierten sich damit für die Play-off, wo man zunächst auf die Chicago Bears traf, die mit einer 24:14-Niederlage den Platz verlassen mussten. Naumetz gelang es in dem Spiel einen Fumble zu sichern. Dem Sieg über die Bears folgte dann eine knappe 30:28-Niederlage im NFL-Endspiel gegen die Cleveland Browns. Obwohl es Naumetz gelungen war einen Pass von Quarterback Otto Graham abzufangen, konnte er die Niederlage seiner Mannschaft nicht verhindern. Nach der Endspielniederlage beendete Naumetz seiner Spielerlaufbahn.

## Nach der NFL
Unmittelbar nach Beendigung seiner Spielerkarriere verpflichtete sich Fred Naumetz beim Federal Bureau of Investigation (FBI). Bis 1955 war er dort als Agent tätig. Naumetz arbeitete danach als Wohnungsbauunternehmer und in der Zementindustrie. Er war zweimal verheiratet und hatte vier Kinder. Fred Naumetz starb an Krebs und ist auf dem Pierce Brothers Valley Oaks Memorial Park in Westlake Village, Kalifornien, beerdigt.

## Ehrungen
Fred Naumetz wurde viermal zum All-Pro gewählt. Er ist Mitglied in der Boston College Varsity Club Athletic Hall und wird von seiner Geburtsstadt auf der Newburyport High School Wall of Fame geehrt.